# Asthenia celata
Asthenia celata är en fjärilsart som beskrevs av Jordan 1924. Asthenia celata ingår i släktet Asthenia och familjen påfågelsspinnare. Inga underarter finns listade i Catalogue of Life.